# Concepto FM
Concepto FM fue una estación de radio argentina que transmitía desde la Ciudad Autónoma de Buenos Aires en 95.5 MHz de frecuencia modulada (FM). Retransmitía gran parte de su programación a través de una red federal de emisoras privadas, logrando así llegar a oyentes en todo el territorio nacional.

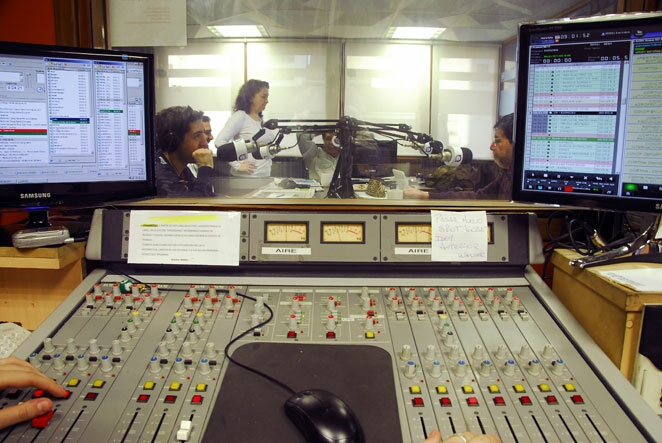
Vista de la cabina principal de la emisora, desde la sala de control

## Historia
Comenzó a transmitir en 2001, en la frecuencia de 1150 kHz de amplitud modulada (AM) bajo una licencia adjudicada entonces por el Estado a Señal Económica S.A. Más tarde se trasladó a las frecuencias 1050 y 730 AM, para en 2014 pasar definitivamente a transmitir en FM a través de su frecuencia actual y bajo la titularidad de R.P.O. Producciones S.A.
Su estudio principal lleva en nombre Alejandra Daniela, en homenaje a la conductora del ciclo federal "¿En qué país vivís?", programa que salía al aire en las trasnoches de la emisora durante su etapa como AM.

## Programación
Su grilla se compone de programas periodísticos y magacines, como así también transmisiones de fútbol y segmentos de música programada.